# Хантайское Озеро (посёлок)
Хантайское Озеро — посёлок в Таймырском Долгано-Ненецком районе Красноярского края России. Входит в состав городского поселения город Дудинка. Расположен в 240 км от города Дудинки на юго-западном берегу Большого Хантайского озера.

## История
Изначально посёлок формировался как стойбище коренного населения без постоянных построек. Основу нынешнего населённого пункта построили в 1952—1959 гг. ссыльные из немецких поселений на Волге, из Польши и Прибалтики. Таким образом, архитектура посёлка формировалась различными этапами его развития. Ближе к берегу стоят здание старой школы и два ряда деревянных домов, построенных депортированными. Третий ряд домов был построен в конце 1960-х годов в период преобразования колхоза и совхоза: новая школа, здания администрации ГОУСП «Хантайский» и посёлка, четырёхквартирные дома. В 1970-е годы после принудительного переселения в 1969 году 48 долганских и говорящих по-якутски эвенкийских семей, была построена следующая группа домов в стороне от озера.
В 1976 г. Указом Президиума ВС РСФСР посёлок Таймыр переименован в Хантайское Озеро.

## Население
| 2010 | 2018 |
| ---- | ---- |
| 354  | ↘233 |

Национальный состав
В посёлке в основном проживают представители северных коренных народностей: долганы, эвенки, энцы и русские (30 человек, 2010 год).

## Экономика и инфраструктура
Посёлок расположен на полуострове в юго-западной части Хантайского озера. На берегу имеется небольшой порт (пирс). В посёлке работают школа-интернат, детский сад, участковая больница, магазин, пекарня, отделение «Федеральной почтовой связи», отделение ОАО «Электросвязь», сельский Дом культуры, библиотека, ДЭС, ГОУСП «Хантайское», семейно-родовые хозяйства, община МНС «Буркан».
Большинство жителей посёлка Хантайское Озеро заняты в традиционных отраслях хозяйствования коренных народов Севера.